# The Circle (musikalbum)
The Circle är Bon Jovis elfte studioalbum och släpptes den 10 november 2009. John Shanks, tidigare jobbat med bandet på Have a Nice Day och  Lost Highway, stod för produktionen. 
I och med The Circle så går Bon Jovi tillbaka till rocksoundet efter att ha experimenterat med ett countrysound på Lost Highway. I en intervju med Rolling Stone berättade gitarristen Richie Sambora "Det kommer att finnas ett par mäktiga refränger på plattan. Det låter Bon Jovi, men det låter nytt och färskt. Vi experimenterade med ett par nya sound på plattan och det var verkligen toppen att jobba med John Shanks som också är en mycket duktig gitarrist. Vi prövade många nya gitarrsound och det är en ny sorts atmosfär på plattan. Jag tror många kommer gilla den, den rockar hårt."
Första singeln "We Weren't Born to Follow" släpptes till radio 17 augusti 2009. En video till låten släpptes 9 oktober.
The Circle Tour kommer att ta sin start i början av 2010. "Vi kommer att turnera länge, det kommer att bli en lång turné", berättar Sambora.

## Låtlista
1. "We Weren't Born to Follow" - 4:03
2. "When We Were Beautiful" - 5:18
3. "Work for the Working Man" - 4:04
4. "Superman Tonight" - 5:13
5. "Bullet" - 3:50
6. "Thorn in My Side" - 4:07
7. "Live Before You Die" - 4:18
8. "Broken Promiseland" - 4:57
9. "Love's the Only Rule" - 4:38
10. "Fast Cars" - 3:17
11. "Happy Now" - 4:21
12. "Learn to Love" - 4:40

## Singlar
- We Weren't Born to Follow
- When We Were Beautiful
- Superman Tonight

## Medverkande
- Jon Bon Jovi - sång
- Richie Sambora - gitarr, bakgrundssång
- David Bryan - keyboard
- Tico Torres - trummor
- Hugh McDonald - bas